# Pamela Rai
Pamela Rai (New Westminster, Canadá, 29 de marzo de 1966) es una nadadora canadiense retirada especializada en pruebas de estilo libre, donde consiguió ser medallista de bronce olímpica en 1984 en los 4 x 100 metros estilos.

## Carrera deportiva
En los Juegos Olímpicos de Los Ángeles 1984 ganó la medalla de bronce en los relevos de 4 x 100 metros estilos (nadando el largo de estilo libre), con un tiempo de 4:12.98 segundos, tras Estados Unidos (oro) y Alemania (plata), siendo sus compañeras de equipo las nadadoras: Reema Abdo, Anne Ottenbrite y Michelle MacPherson.

## Palmarés internacional
| Juegos Olímpicos | Juegos Olímpicos             | Juegos Olímpicos  | Juegos Olímpicos |
| Año              | Lugar                        | Medalla           | Prueba           |
| ---------------- | ---------------------------- | ----------------- | ---------------- |
| 1984             | Los Ángeles (Estados Unidos) | Medalla de bronce | 4x100 m estilos  |